# Stjörnu-Odda draumr
Stjörnu-Odda draumr es una historia corta islandesa (þáttr) que trata sobre un islandés llamado Oddi Helgason, que según el relato era un reconocido erudito del siglo XII famoso por sus conocimientos astronómicos. La historia menciona que vivió en Múli, Aðaldalr. La base del relato se sustenta en una narrativa legendaria que sueña Oddi e incluye fragmentos de dos poemas. La obra está catalogada como manuscrito AM 563 c 4.º y conservada en el Instituto Árni Magnússon.